# Leptogenys crustosa
Leptogenys crustosa é uma espécie de formiga do gênero Leptogenys, pertencente à subfamília Ponerinae.